# Rue Baron
Pour les articles homonymes, voir Baron.
La rue Baron est une voie du 17e arrondissement de Paris, située dans le quartier des Épinettes. 

## Situation et accès
Longue de 245 mètres, elle commence 56, rue de La Jonquière et finit 51, rue Navier.
La rue Baron est desservie par la ligne 13 à la station Guy Môquet.

## Origine du nom

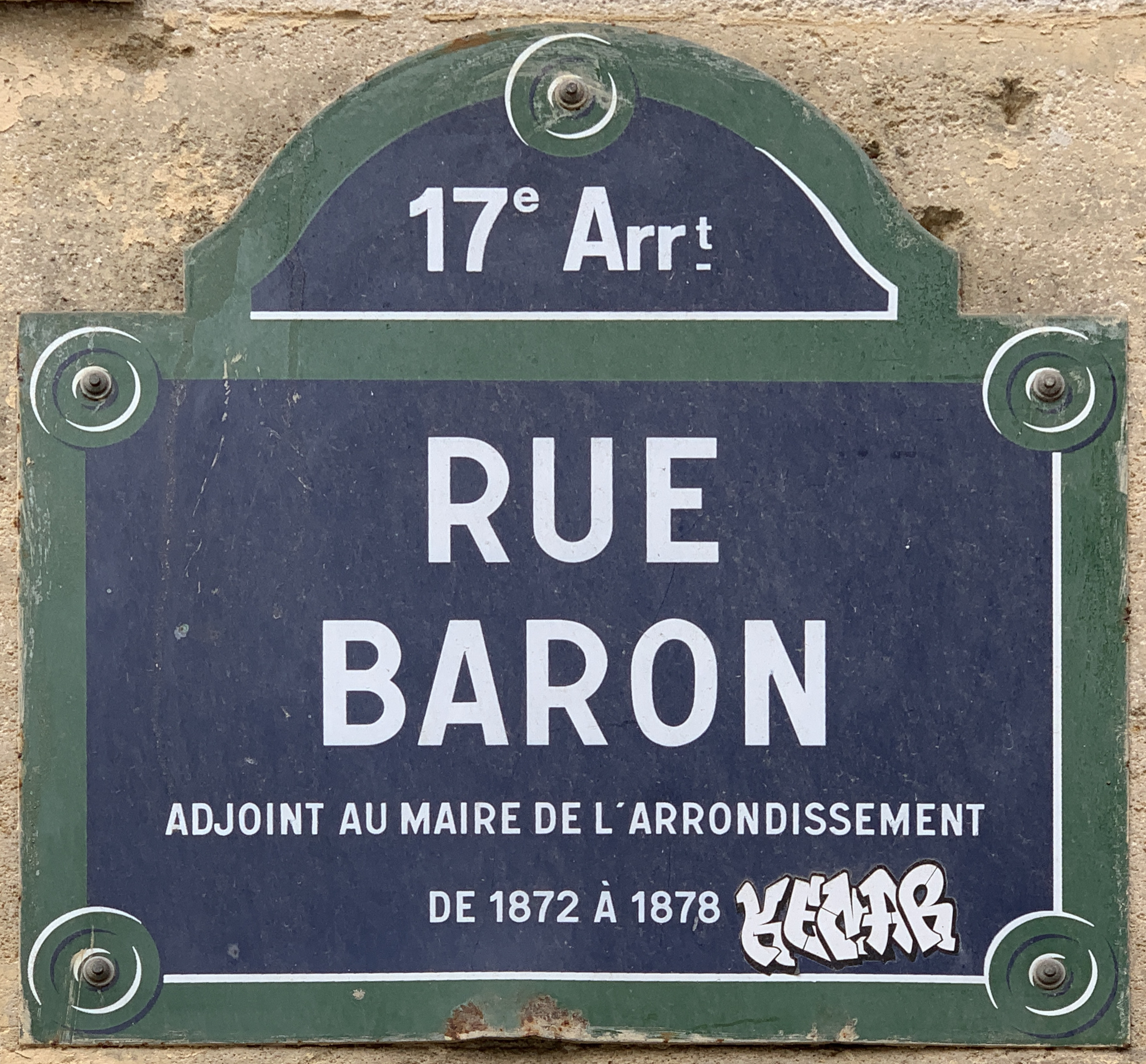
Plaque de la rue.

Cette voie est nommée d'après le nom du propriétaire des terrains sur lesquels elle a été ouverte, Paul Baron (Né le 3 octobre 1822 à Breteuil - mort le 29 août 1877), notaire rue Biot de 1854 à sa mort et adjoint au maire du 17e arrondissement de 1872 à 1877.

## Historique
Cette rue est ouverte en 1780. En 1939, une dépendance de la rue prend le nom de « rue Roberval ».

## Bâtiments remarquables et lieux de mémoire
- No 34 : l'ancien domicile du jeune résistant Guy Môquet est marqué par deux plaques commémoratives en marbre. Celle du rez-de-chaussée porte l'inscription : « Au jeune héros national Guy Môquet, le Comité Local de Libération du 17e arrt[2]. » Celle placée au premier étage porte l'inscription : « Ici vécut de 1936 à 1939 le jeune Guy Môquet, fusillé à l'âge de 17 ans par les hitlériens à Châteaubriant le 22 octobre 1941, et vécut aussi Serge Môquet, mort en 1944 à l'âge de 12 ans, frappé dans son esprit et dans son corps par les souffrances infligées à sa famille par la Gestapo./Les patriotes du XVIIe, Paris, le 22 octobre 1944. » Au moins l'une d'elles était présente dès janvier 1946[3].

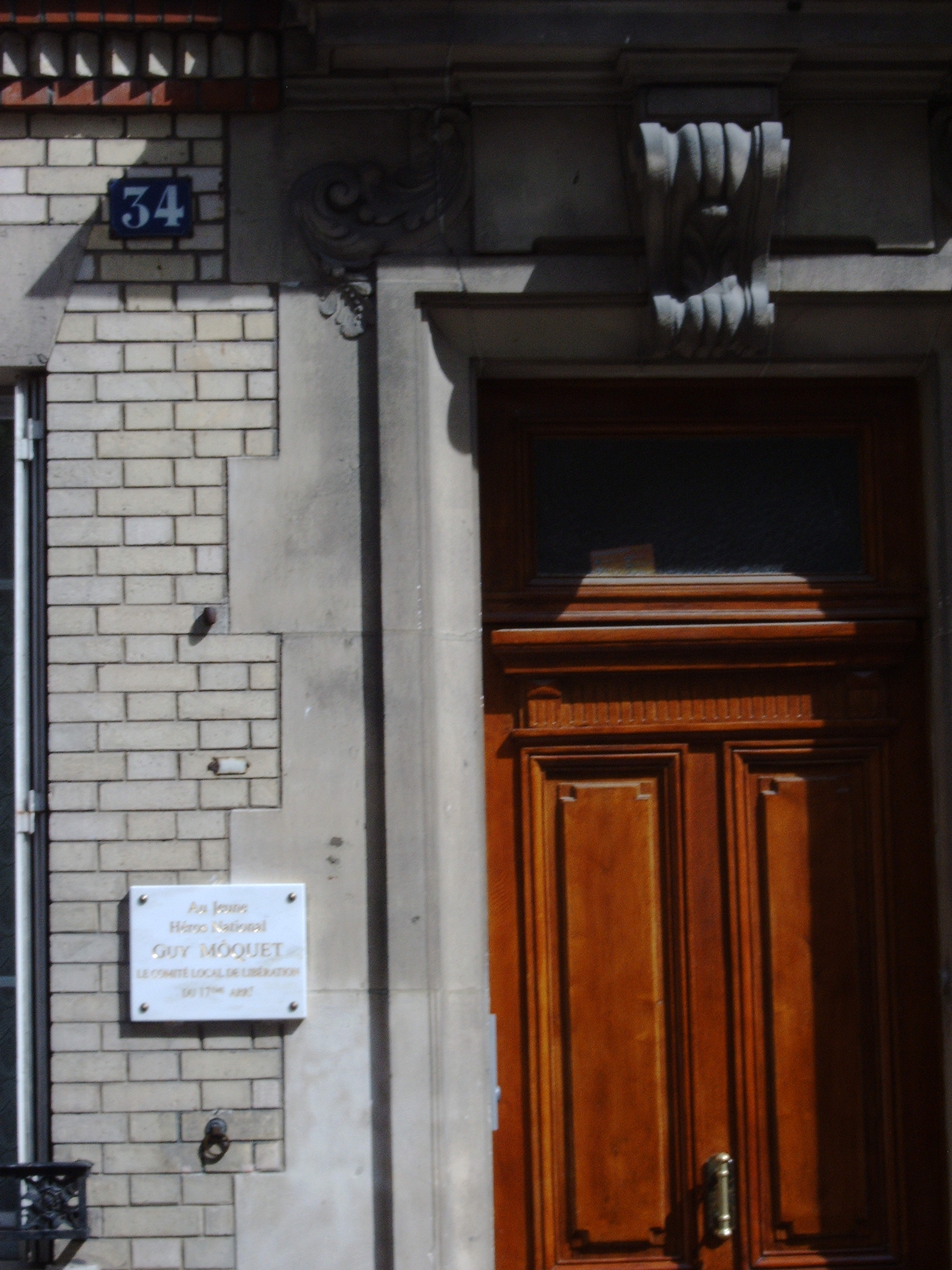
Le rez-de-chaussée de l'ancien domicile de Guy Môquet.
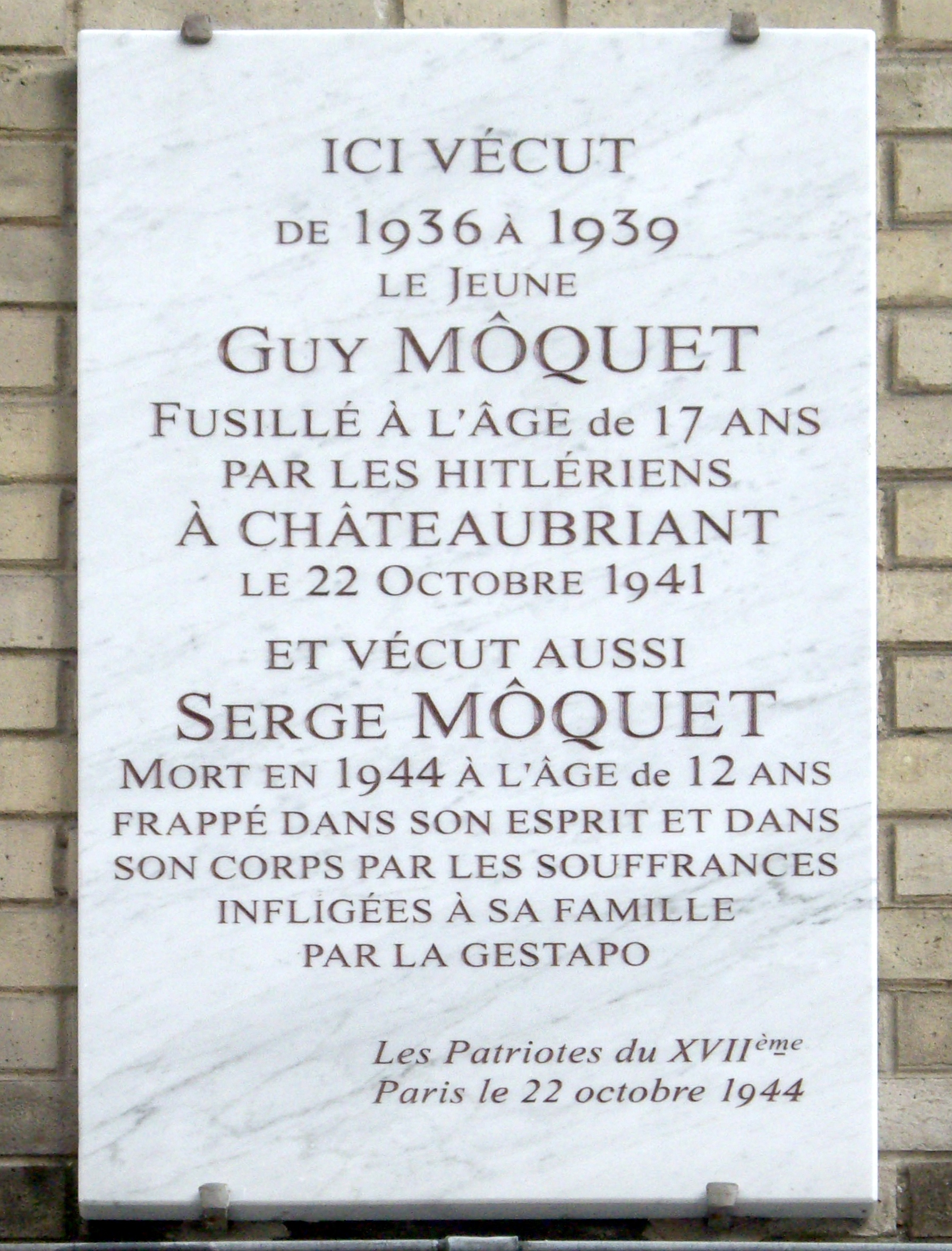
La plaque du premier étage.